# Karaköprü
Karaköprü ist ein Landkreis (İlçe) der türkischen Provinz Şanlıurfa in Südostanatolien und zugleich eine gleichnamige Gemeinde (Belediye) der 2012 geschaffenen Şanlıurfa Büyükşehir Belediyesi (Großstadtgemeinde/Metropolprovinz). Der Landkreis ging 2014 (Ende 2012 ?) durch Aufteilung des zentralen Hauptstadtkreises (Merkez) hervor. Karaköprü umfasst die westlichen Teile der Kernstadt Şanlıurfa mit den angrenzenden Dörfern.
Aus dem alten Hauptstadtkreis wurden durch das Gesetz Nr. 6360 der (Mahalle) Esentepe sowie 85 Dörfer (Köy) abgespalten. Der Ort Karaköprü bestand schon länger und wurde 1992 in den Stand einer Gemeinde (Belediye) erhoben.
Im Zuge der Verwaltungsreform wurden die Dörfer in Mahalle umgewandelt, so dass deren Zahl auf 93 anwuchs. Bis Ende 2020 stieg die Anzahl auf 100 mit einer Durchschnittsbevölkerung von 2.372 Einwohnern pro Mahalle, mit 29.783 Einwohnern ist Seyrantepe der größte Mahalle.